# Rémiz minute
Anthoscopus minutus
Espèce
Statut de conservation UICN

 LC  : Préoccupation mineure
Le Rémiz minute (Anthoscopus minutus) est une espèce de passereaux de la famille Remizidae.

## Description
Avec 8 cm de longueur, c'est l'une des plus petites espèces d'oiseaux d'Afrique, avec ses cousins le rémiz de Carl et la Mésangette rayée,.

## Répartition
Cet oiseau vit en Afrique australe.

## Habitat
Ses habitats naturels sont la savane sèche, les fruticées subtropicales ou tropicales sèches, et la végétation arbustive de type méditerranéen.